# Teglstensgotik
Teglstensgotik (tysk: Backsteingotik) er en særlig stil inden for gotisk arkitektur, som er almindelig i det nordøstlige og Centraleuropa, især i områder omkring Østersøen, hvor der ikke findes naturlige forekomster af klippesten (selvom vandreblokke nogle gange er tilgængelige). Bygningerne er primært opført i mursten. Bygninger klassificeret som teglstensgotik (i henhold til en snæver definition af arkitektonisk stil baseret på geografisk placering) findes i Belgien (og det allernordligste Frankrig), Holland, Tyskland, Polen, Litauen, Letland, Estland, Kaliningrad (tidligere Østpreussen), Schweiz, Danmark, Sverige og Finland.
Da brugen af brændte røde mursten kom til Nord- og Centraleuropa i 100-tallet, klassificeres de ældste bygninger af denne slags som teglstensromanik. I 1500-tallet blev teglstensgotikken afløst af teglstensrenæssance.
Teglsgotik kendetegnes ved en mangel på figurativ arkitektonisk skulptur, som ellers er udbredt i andre gotiske stilarter. Typisk for Østersøregionen er den kreative opdeling og strukturering af murflader ved hjælp af indbyggede ornamenter for at skabe kontrast mellem røde mursten, glaserede mursten og hvid kalkpuds. Ikke desto mindre er disse kendetegn hverken allestedsnærværende eller eksklusive. Mange historiske bygninger og kvarterer præget af teglstensgotik er blevet opført på UNESCO's verdensarvsliste. Turistruten Den europæiske rute for teglstensgotik går til de byer, der har de mest markante bygningsværker indenfor stilarten.
Omtrent en fjerdedel af den middelalderlige gotiske murstensarkitektur står i Holland, i Flandern og i Fransk Flandern. Nogle af disse bygninger er opført i en kombination af mursten og sten. Tårnene på Mariekirken i Lübeck, den vigtigste teglstensgotiske kirke i Østersøregionen, har hjørner af granitkvadre. Mange landsbykirker i Nordtyskland og Polen er i teglstensgotisk stil, selvom deres vægge hovedsageligt består af kampesten.

## Galleri
- Ørum Kirke af granit og teglsten i Randers Kommune
- Ordensborgen Malbork i Polen, Tyske Ordens slot, teglsten og granit
- Riddersal i Binnenhof i Haag, midtpunkt af Grevskabet Holland
- Beffroi i Dunkerque i det franske departement Nord
- Fyrtårn i Westkapelle i nederlandsk provins Zeeland
- Tårnet på Mariakirken i Gdańsk, Polen
- Mariakerk i Gdańsk, sandstenportal og stenskulptur
- Rådhus i Bremen, teglsten og sandstenskulpturer
- Sank Margareta kirke i Brühl syd for Köln
- Sankt Jodok kirke i Landshut, Bayern
- Sankt Nikolaus stichtkirke i Stendal i Sachsen-Anhalt
- Sankt Nikolaus Stichtkirke i Stendal
- Premonstratensierkirken i Türje i Ungarn